# Sorex granarius
Il toporagno iberico (Sorex granarius Miller, 1910) è una specie di mammifero della famiglia dei soricidi. È diffuso in Spagna e Portogallo.

## Descrizione
Rispetto ad altri Sorex, lo S. granarius ha dimensioni intermedie, con una lunghezza totale del corpo (coda compresa) di circa 103,6 mm e un peso medio di 6,3 g.
Gli adulti sono identificabili dal loro dorso scuro, che contrasta con il marrone chiaro dei lati e il bianco del ventre.  La pelliccia del giovane toporagno ha solo due colori distinguibili: il colore più scuro sul dorso e quello chiaro del ventre.  Sia negli adulti che nei giovani la pelliccia è adattata per habitat freddi e umidi: ogni pelo possiede una dentellatura per tutta la sua lunghezza che contribuisce a evitare che l'acqua raggiunga il corpo.
Il teschio dello S. granarius può essere utilizzato per distinguerlo dalle altre specie che appartengono al gruppo di toporagni europei Sorex araneus. Il muso dello S. granarius, in confronto, è piccolo e piatto, la mandibola possiede un ridotto processo coronoide e uno stretto processo angolare e la fossa temporale del teschio rassomiglia a un triangolo.

## Filogenesi
Il gruppo di toporagni europei Sorex araneus consiste di S. araneus, S. coronatus e S. granarius, con tutti i membri appartenenti all'ordine Soricomorpha e alla famiglia Soricidae. Poiché la loro morfologia è virtualmente identica, le definizioni delle specie si basano principalmente su differenze genetiche.  La classificazione filogenica dello S. granarius è stata storicamente difficile anche con l'utilizzo di analisi genetiche, con il DNA mitocondriale che suggeriva fosse più vicino allo S. araneus e i marcatori del cromosoma sessuale Y implicavano una relazione più forte con lo S. coronatus.  Recenti studi dei marcatori del cromosoma sessuale X e de cromosoma autosomatico del DNA sono stati visti offrire maggior sostegno per il raggruppamento filogenico dello S. granarius con lo S. coronatus, in contrasto con il raggruppamento tradizionale dello S. granarius e lo S. araneus.

## Ecologia

### Distribuzione ehabitat
La distribuzione dello S. granarius laterale attraverso la catena montuosa del Sistema Centrale della Penisola iberica e raggiunge la Galizia a nord e il fiume Tago a sud.  Vi sono anche ipotesi di coabitazione dello S. granarius con lo S. coronatus nel Sistema Iberico.  Si sa che allo stato selvatico lo  S. granarius vive in zone boscose di ginepri (Juniperus nana), faggi (Fagus sylvatica), querce pirenaiche (Quercus pyrenaica), pini (Pinus sylvestris), querce sempreverdi (Quercus rotundifolia), frassini (Fraxinus), o betulle (Betula), dai 500 ai 2000 metri s.l.m.

### Predatori
Gatti domestici (Felis catus), gatti selvatici europei (Felis silvestris), e gufi da granaio (Tyto alba) sono stati osservati cacciare lo S. granarius.

## Genetica

### Cromosomi
Nel gruppo dei toporagni Sorex araneus, i maschi possiedono distinti XY1Y2 cromosomi sessuali.  Il cromosoma Y comprende due parti: il cromosoma sessuale originale Y (Y1) e una parte che forma un ramo di uno degli autosomi (Y2). Lo S. granarius è unico tra questi gruppi poiché possiede principalmente cromosomi acrocentrici con sole due paia di cromosomi metacentrici, dove lo S. araneus ha un set completo di cromosomi metacentrici.

### Telomeri
La lunghezza e la posizione dei telomeri dello S. granarius distingue ulteriormente l'organismo dallo S. araneus: lo S. araneus possiede piccoli telomeri su ciascun cromosoma che vanno in dimensioni da 6.8 a 15.2 kb.  I telomeri dello S. granarius sono collocati solo sul ramo corto dei cromosomi acrocentrici e possono raggiungere lunghezze di circa 300 kb, facendo di loro i più grossi telomeri di mammiferi descritti fino ad ora.  Questi mega-telomeri paiono preservare la loro impressionante lunghezza grazie all'enzima telomerase e l'attiva omologa ricombinazione. Inoltre, le sequenze ripetitive intermittenti dei telomeri dello S. granarius sono infusi con il DNA ribosomale e si tratta dell'unico mammifero eutheriano conosciuto con tali caratteristiche.